# Besart Ibraimi
Besart Ibraimi (en macedonio: Бесарт Ибраими; Kičevo, Yugoslavia, 17 de diciembre de 1986) es un futbolista internacional macedonio que juega como delantero en el K. F. Shkëndija de la Primera División de Macedonia del Norte.

## Trayectoria deportiva
| Club                      | País                | Período   | Part. |    |
| ------------------------- | ------------------- | --------- | ----- | -- |
| FK Vëllazërimi            | Macedonia del Norte | 2006-2007 | 32    | 4  |
| FK Napredok               | Macedonia del Norte | 2007-2008 | 43    | 14 |
| FK Renova                 | Macedonia del Norte | 2008-2010 | 42    | 25 |
| FC Schalke 04             | Alemania            | 2010-2011 | 2     | 0  |
| PFK Sevastopol            | Ucrania             | 2011-2014 | 43    | 12 |
| Tamriya Simferopol (ced)  | Ucrania             | 2011      | 2     | 0  |
| Metalurh Zaporizhya (ced) | Ucrania             | 2013      | 11    | 0  |
| Enosis Neon Paralimni     | Chipre              | 2014      | 8     | 6  |
| Ermis Aradipou            | Chipre              | 2014/2015 | 23    | 2  |
| KF Shkëndija              | Macedonia del Norte | 2015-     | 32    | 26 |

## Palmarés

### Títulos nacionales
| Título                                  | Club            | País                | Año  |
| --------------------------------------- | --------------- | ------------------- | ---- |
| Copa de Macedonia                       | K. F. Shkëndija | Macedonia del Norte | 2016 |
| Primera División de Macedonia           | K. F. Shkëndija | Macedonia del Norte | 2018 |
| Copa de Macedonia                       | K. F. Shkëndija | Macedonia del Norte | 2018 |
| Primera División de Macedonia           | K. F. Shkëndija | Macedonia del Norte | 2019 |
| Primera División de Macedonia del Norte | K. F. Shkëndija | Macedonia del Norte | 2021 |
| Primera División de Macedonia del Norte | F. C. Struga    | Macedonia del Norte | 2023 |
| Primera División de Macedonia del Norte | F. C. Struga    | Macedonia del Norte | 2024 |
| Primera División de Macedonia del Norte | K. F. Shkëndija | Macedonia del Norte | 2025 |